# (96623) Leani
(96623) Leani est un astéroïde de la ceinture principale.

## Description
(96623) Leani est un astéroïde de la ceinture principale. Il fut découvert le 14 mars 1999 à Monte Agliale par Matteo Santangelo. Il présente une orbite caractérisée par un demi-grand axe de 2,34 UA, une excentricité de 0,13 et une inclinaison de 6,3° par rapport à l'écliptique.

## Compléments